# コマルカ・デ・フィステーラ
コマルカ・デ・フィステーラ（Comarca de Fisterra）はスペインガリシア州ア・コルーニャ県のコマルカで、同県の最北西部に位置する。
セー、コルクビョン、ドゥンブリーア、フィステーラ、ムシーアの5自治体によって構成される。
北から西が大西洋に面している。隣接するコマルカは、北から東にかけてがコマルカ・ダ・テーラ・デ・ソネイラと、東がコマルカ・ド・シャージャス、南がコマルカ・デ・ムーロスとなっており、南、西、北は大西洋に面している。
面積は339.4km²で、2010年の人口は23,744人（2009年：23,793人、2007年：23,966人）。コマルカの中心となっている地区は、自治体フィステーラのフィステーラ教区内のフィステーラ地区。カスティーリャ語による表記はComarca de Finisterre（コマルカ・デ・フィニステレ）。

## 地理
| コマルカ・デ・フィステーラの構成自治体（2010年）       |            |             |                    |
| 自治体                                                 | 人口（人） | 面積（km²） | 人口密度（人/km²） |
| セー                                                   | 7,818      | 57.5        | 136.0              |
| コルクビョン                                           | 1,803      | 6.5         | 277.4              |
| ドゥンブリーア                                         | 3,705      | 124.7       | 29.7               |
| フィステーラ                                           | 4,995      | 29.4        | 169.9              |
| ムシーア                                               | 5,423      | 121.3       | 44.7               |
| 計                                                     | 23,744     | 339.4       | 70.0               |
| 出典: INE（スペイン国立統計局）、IGE（ガリシア統計局） |            |             |                    |